# Karjasoo
Karjasoo is een plaats in de Estlandse gemeente Põhja-Sakala, provincie Viljandimaa. De plaats heeft de status van dorp (Estisch: küla).
De plaats lag tot in oktober 2017 in de gemeente Suure-Jaani. In die maand ging de gemeente op in de gemeente Põhja-Sakala.

## Bevolking
De ontwikkeling van het aantal inwoners blijkt uit het volgende staatje:
| Jaar            | 2011 | 2017 | 2019 | 2021 |
| --------------- | ---- | ---- | ---- | ---- |
| Aantal inwoners | 3    | 7    | 7    | 5    |

## Ligging
Karjasoo ligt tegen de grens tussen de gemeenten Põhja-Sakala in Viljandimaa en Põhja-Pärnumaa in Pärnumaa. De rivier Navesti loopt ten noorden van het dorp en vormt op twee plaatsen de grens. De beek Arjadi oja, die uitkomt op de Navesti, stroomt door het dorp.
Het moerasgebied Kuresoo (108 km²) neemt een groot deel van het dorp in beslag. Het maakt deel uit van het Nationaal Park Soomaa, dat ook op de grens van Viljandimaa en Pärnumaa ligt.
Het natuurreservaat Lehtsaare looduskaitseala (3,8 km²) ligt voor een deel in Karjasoo en voor een ander deel in het buurdorp Kibaru.
Aan de rand van het Kuresoo ligt de houtvesterij Hüpassaare, waar in 1882 de componist Mart Saar werd geboren. Zijn geboortehuis is sinds 1972 een museum.

## Geschiedenis
Karjasoo werd voor het eerst genoemd in de jaren dertig van de 20e eeuw onder de naam Ojaküla (‘Beekdorp’, naar de beek Arjadi oja). In 1945 heette het dorp Karjassoo en in de jaren vijftig Karjasoo-Ojaküla. Sinds 1977 heet het dorp Karjasoo; in dat jaar werd ook het buurdorp Toonoja bij Karjasoo gevoegd.

## Foto's

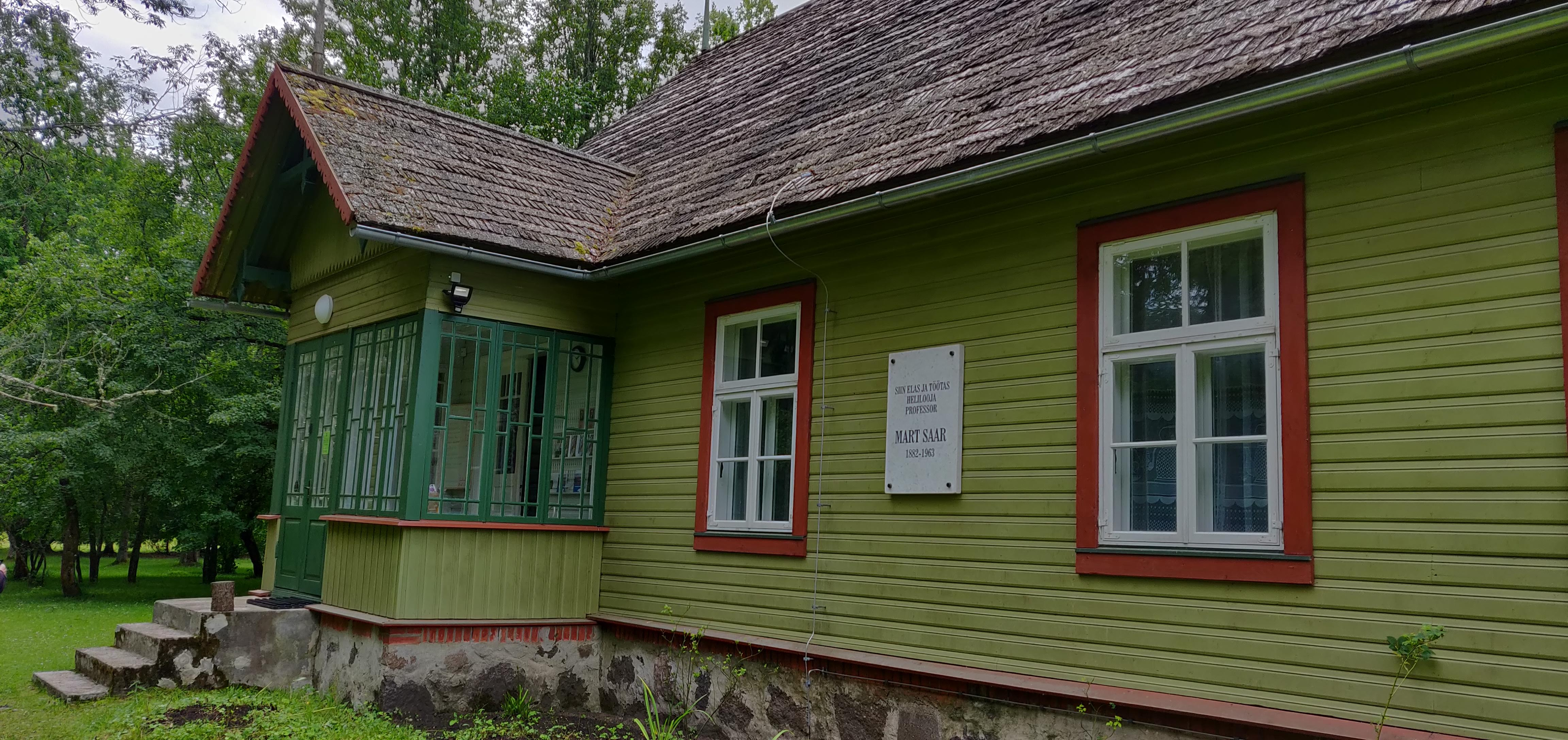
Mart Saar Museum
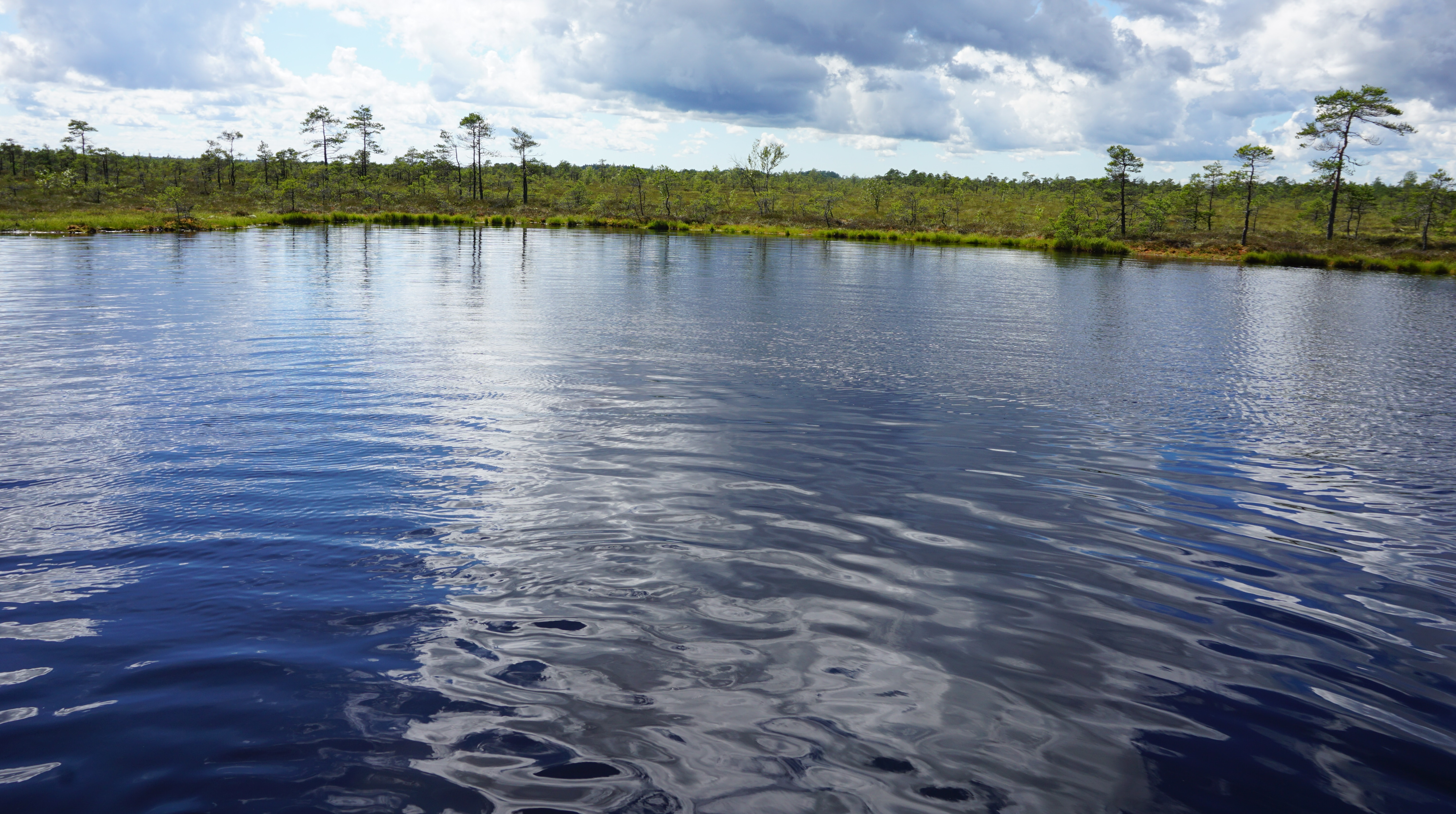
Meer in het Kuresoo
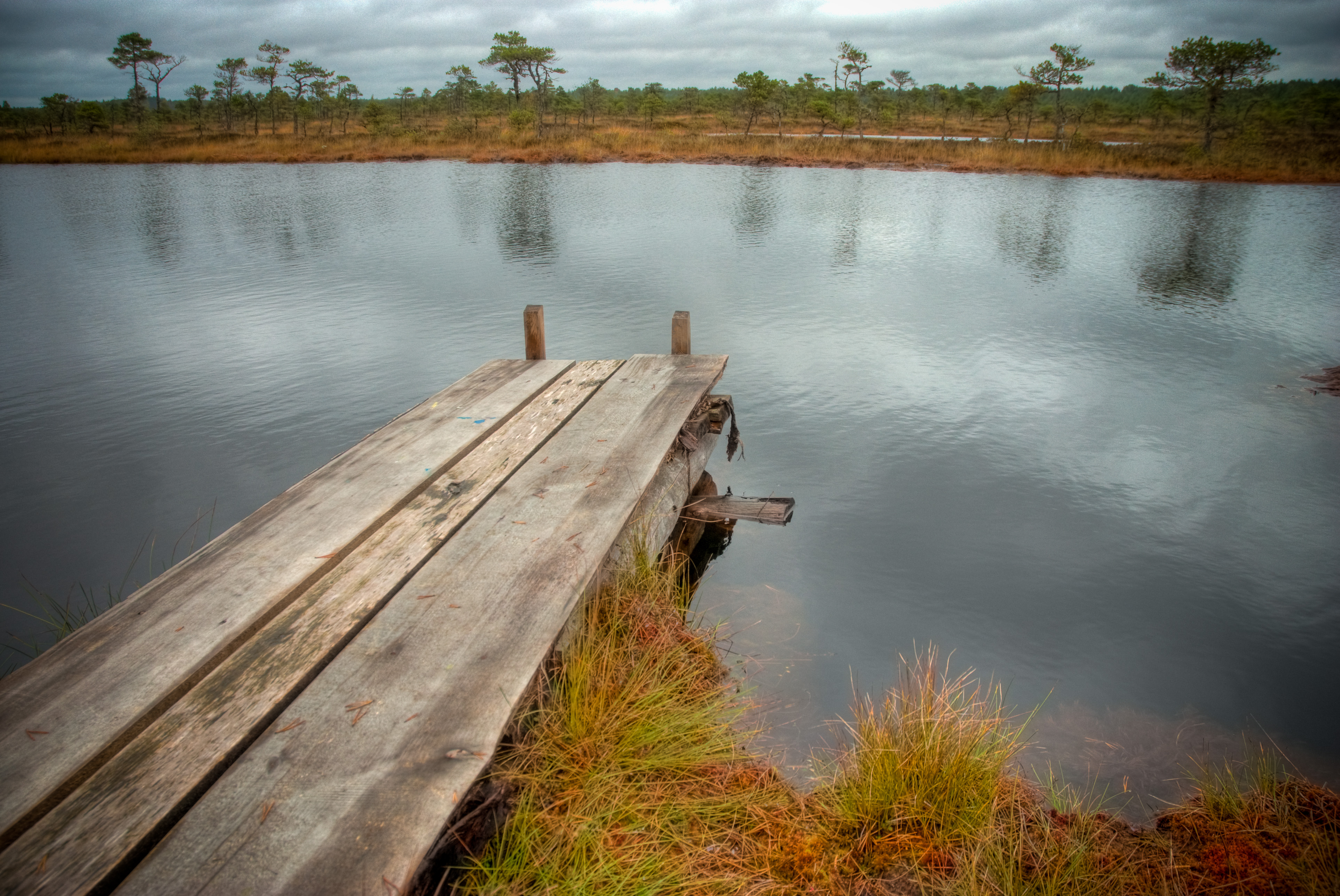
Aanlegsteiger in het meer